# DS 9
La DS 9 è un'autovettura prodotta dal 2020 dalla casa automobilistica francese DS Automobiles tramite la joint venture Changan-PSA.

## Presentazione

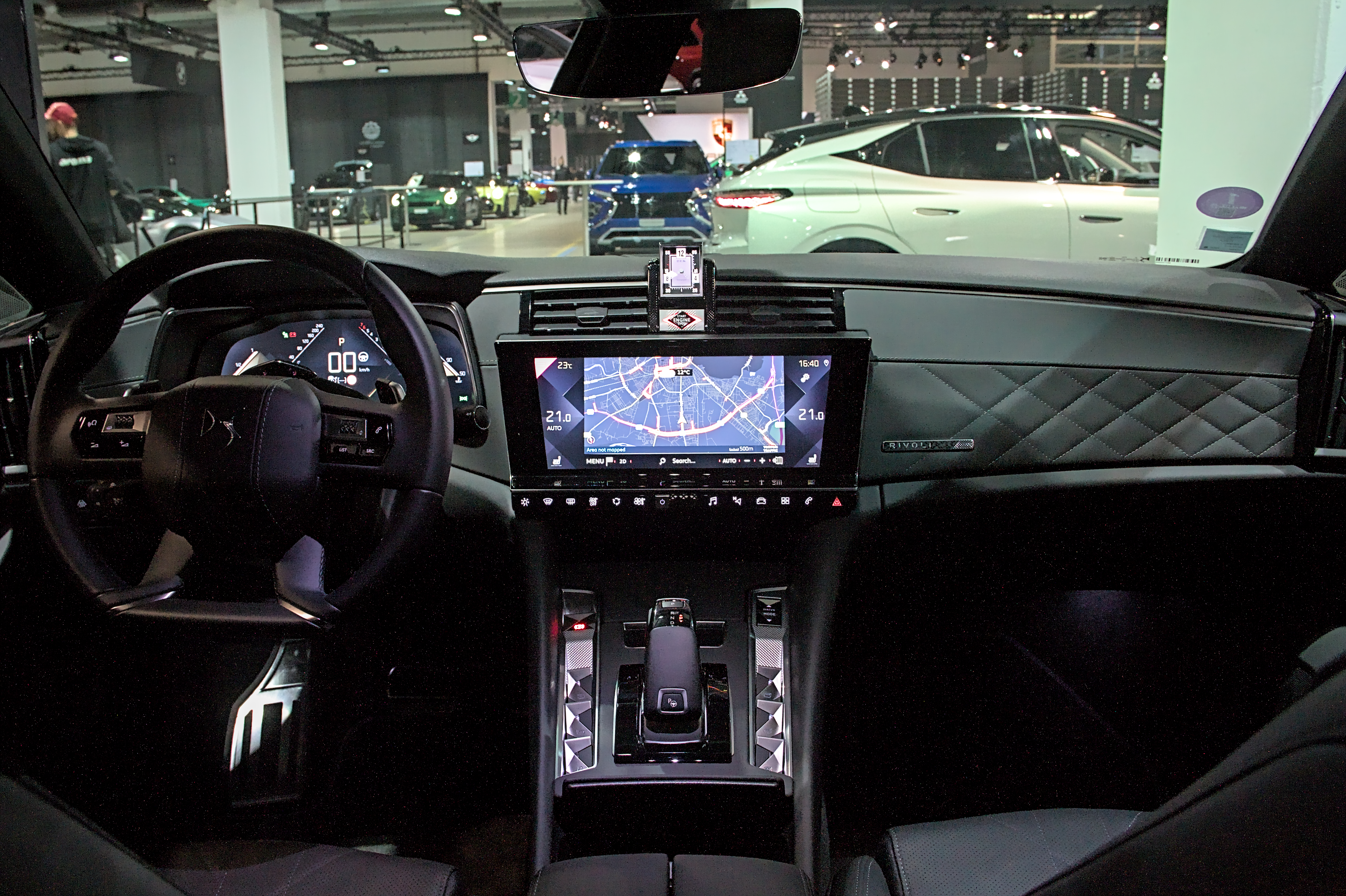
Interni

Inizialmente la DS 9 (codice progetto X83) avrebbe dovuto essere presentata nell'aprile 2019 al salone di Shanghai, ma la presentazione è stata rinviata prima a novembre per il salone di Guangzhou e poi a marzo 2020. In seguito alla fine della joint venture Changan PSA Automobiles tra PSA e Changan Automobile, che ha rilevato lo stabilimento di Shenzhen dove vengono costruite le DS cinesi, la PSA ha firmato un accordo per la produzione delle DS, inclusa la 9, a Shenzhen.
Il 20 febbraio 2020 la DS ha annunciato la presentazione del un nuovo modello. La DS 9 è stata presentata alla stampa il 27 febbraio 2020 e avrebbe dovuto fare la sua prima apparizione pubblica il 3 marzo 2020 alla 90ª edizione del salone di Ginevra in Svizzera, ma l'evento è stato annullato a causa della pandemia di COVID-19.
A differenza della DS 7 Crossback, prodotta sia in Francia che in Cina, la DS 9 viene assemblata solo in Cina dalla Baoneng nello stabilimento di Shenzhen.

## Caratteristiche tecniche
La DS 9 si basa sulla piattaforma modulare EMP2 del Gruppo PSA nella sua versione più lunga, che viene utilizzata in particolare sulla Peugeot 508 II, ma con passo allungato. Il suo cruscotto e parte della plancia invece provengono dalla DS 7 Crossback.

### Motori
La 9 è offerta solo nella versione ibrida denominata E-Tense Hybrid (PHEV) derivata dalla Peugeot 508 PHEV con motore 1,6 turbo benzina e un motore elettrico disposti entrambi sull'asse anteriore abbinati a un cambio automatico a 8 velocità.